# Warner Mountains
De Warner Mountains vormen een kleine bergketen in het uiterste noordoosten van de Amerikaanse staat Californië. De 140 kilometer lang, noordzuid-gericht keten reikt net tot in de buurstaat Oregon. De Warner Mountains maken deel uit van de Basin and Range Province en lopen van de noordoostelijke hoek van Lassen County door het oosten van Modoc County, tot in Lake County (Oregon). Aan het noordwestelijke einde van de keten ligt Goose Lake. In het oosten strekt Surprise Valley zich uit langs de bergketen. De hoogste top van de Warner Mountains is de Eagle Peak (3016 meter).
Het grootste deel van de keten ligt in het Modoc National Forest, terwijl het stuk in Oregon deel uitmaakt van het Fremont National Forest. Het zuidelijke deel van de keten, inclusief Eagle Peak, maakt deel uit van het South Warner Wilderness